# Романов, Михаил Васильевич (полный кавалер ордена Славы)
Михаи́л Васи́льевич Рома́нов (1918—1962) — командир расчёта 120-мм миномёта 340-го стрелкового полка (46-я стрелковая дивизия, 21-я армия, Ленинградский фронт), полный кавалер Ордена Славы.

## Биография
Михаил Васильевич Романов родился 23 ноября 1918 года в селе Истленьево Богородицкого уезда Тульской губернии (ныне в Воловском районе Тульской области). Окончил 7 классов школы, педагогические курсы. Работал учителем начальных классов, затем, после переезда в Тулу, устроился слесарем на оружейный завод. В 1941 году после начала Великой Отечественной войны вместе с заводом эвакуировался на Урал.

## Военная служба
В апреле 1942 года Михаил Васильевич Романов был призван в ряды Красной Армии. Прошёл подготовку в запасном полку, получил специальность миномётчика. С июня 1942 года на действующем фронте. Был зачислен миномётчиком в 340-й стрелковый полк 46-й стрелковой дивизии. Воевал на Ленинградском фронте. Участвовал в обороне Ленинграда, Выборгско-Петрозаводской наступательной операции, боях на Карельском перешейке.
28 июня 1944 года при прорыве линии обороны противника в районе Выборга сержант Романов в составе миномётного расчёта подавил 8 пулемётных точек, дзот и поразил до отделения солдат. Был представлен к награждению орденом Красной Звезды, но приказом от 4 июля 1944 года награждён орденом Славы 3-й степени.
В сентябре 1944 года Михаил Романов уже в качестве командира миномётного расчёта участвовал в Таллинской наступательной операции. 20 сентября в районе населённого пункта Айду (уезд Йыгева) при прорыве обороны противника расчёт сержанта Романова огнём из 120-мм миномёта уничтожил 75-мм пушку, два пулемёта, подавил огонь двух орудий и уничтожил до десятка гитлеровцев. Приказом от 2 октября 1944 года сержант Романов был награждён орденом Славы 2-й степени.
В январе 1945 года 46-я стрелковая дивизия в составе 2-го Белорусского фронта участвовала в Восточно-Прусской наступательной операции. 15 января 1945 года при прорыве обороны противника севернее города Пултуск сержант Романов вместе с подчинёнными вывел из строя пушку, 2 пулемёта, подавил огонь двух миномётов, уничтожил до отделения солдат, участвовал в отражении контратаки. Был представлен к награждению орденом Красной Звезды, но Указом Президиума Верховного Совета СССР от 24 марта 1945 года награждён орденом Славы 1-й степени, и стал полным кавалером ордена Славы.
В дальнейшем участвовал в освобождении Данцига, в штурме Свинемюнде.

## После войны
В 1946 году после демобилизации Михаил Романов вернулся в Тулу. Снова работал слесарем на оружейном заводе.
Скончался 11 марта 1962 года.